# سرخس كاليفورني
سرخس كاليفورني (الاسم العلمي:Polypodium californicum) هو نوع نباتي يتبع جنس السرخس من فصيلة السرخسية.